# Mal Artha Gading
Mal Artha Gading is een winkelcentrum in Kelapa Gading, Noord-Jakarta, Indonesië. Het ontwerp van het winkelcentrum is gebaseerd op de zijderoute en bevat elementen van de zeven wereldwonderen.